# Algiers (2024)
Algiers (im Französischen auch 196 métres) ist ein Mystery-Thriller von Chakib Taleb-Bendiab. Die Koproduktion zwischen Algerien, Tunesien, Frankreich und Kanada mit Meriem Medjkane, Nabil Asli, Chahrazad Kracheni und Hichem Mesbah in den Hauptrollen kam Mitte September 2024 in die algerischen Kinos. Algiers wurde von Algerien als Beitrag für die Oscarverleihung 2025 als bester Internationaler Film eingereicht.

## Handlung
Dr. Dounia Assam lebt in der algerischen Hauptstadt Algier. Die brillante Psychiaterin versucht gemeinsam mit dem Polizeiinspektor Sami Sadoudi das Geheimnis hinter der Entführung eines jungen Mädchens zu lüften. Dounia bringt das Verschwinden des Mädchen mit einer Reihe von Kindesentführungen und Morden in Verbindung, die Ende der 1990er Jahre stattfanden. Ihre Arbeit ist in der männerdominierten Welt nicht einfach, und sie muss die gegen sie gerichtete Diskriminierung erdulden.

## Produktion

### Regie und Drehbuch

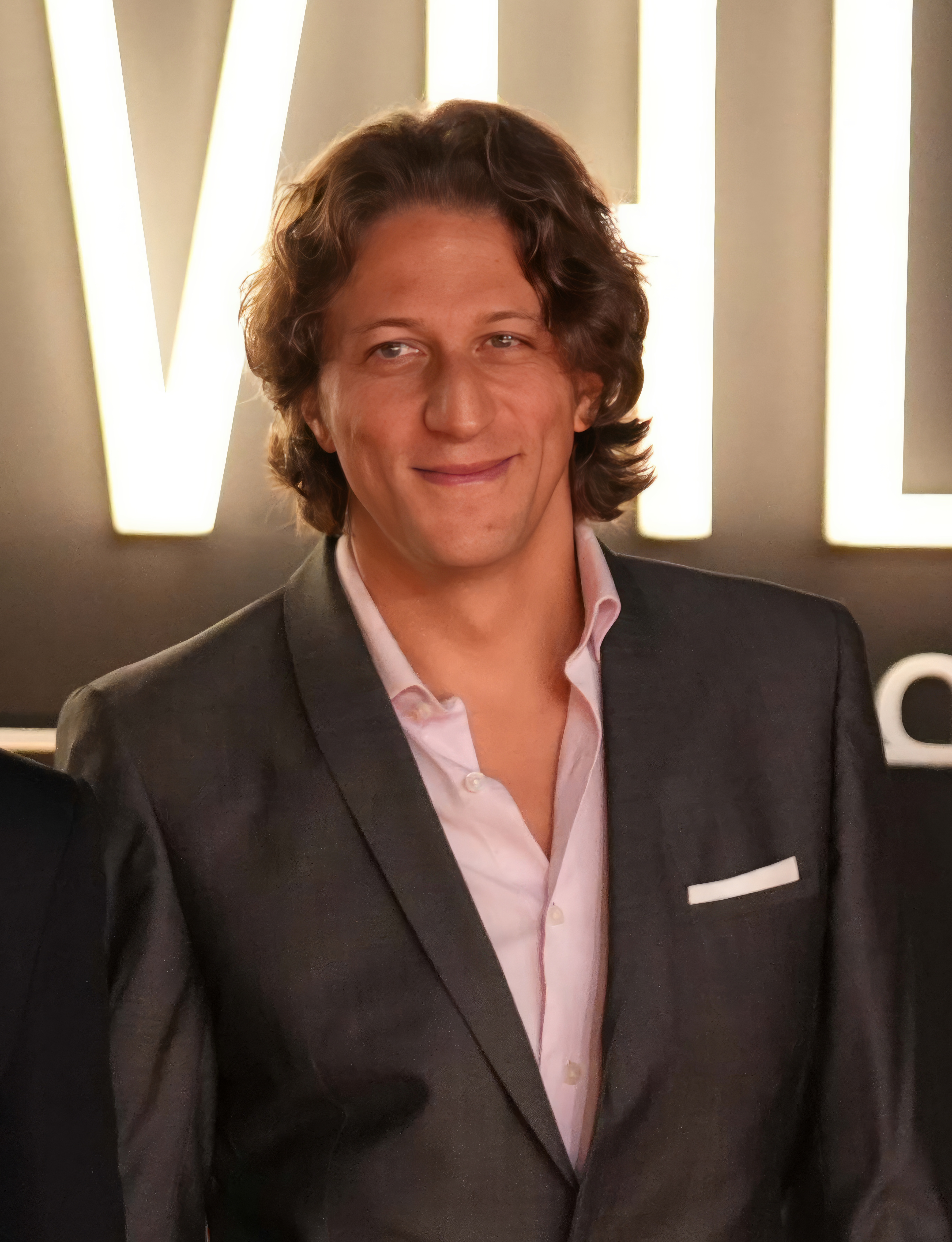
Regisseur und Drehbuchautor Chakib Taleb-Bendiab

Regie führte Chakib Taleb-Bendiab, der auch das Drehbuch schrieb, die Filmmusik komponierte und gemeinsam mit Fouad Benhammou den Filmschnitt übernahm. Algiers ist sein Spielfilmdebüt. Zuvor drehte der algerische Regisseur mehrere Kurzfilme, darunter einen Dokumentarfilm mit dem Titel Ibn Rushd: A Cultural Link. Taleb-Bendiabs Kurzfilme Sang Froid von 2013 und Black Spirit von 2018, für die er jeweils auch das Drehbuch schrieb, wurden bei zahlreichen internationalen Filmfestivals vorgestellt.

### Besetzung und Dreharbeiten
Meriem Medjkane spielt die Psychiaterin Dr. Dounia Assam und Nabil Asli	den Polizeiinspektor Sami Sadoudi. Chahrazad Kracheni spielt Lamia Azhar. In weiteren Rollen sind Hichem Mesbah, Slimane Bounouari und Ali Namous zu sehen.
Gedreht wurde ab Anfang Juni 2022 in der titelgebenden algerischen Hauptstadt Algier. Kameramann Ikbal Arafa arbeitete in der Vergangenheit für eine Reihe von Kurzfilmen und Musikvideos und zuletzt für das Filmdrama Streams von Mehdi Hmili.

### Veröffentlichung
Eine erste Vorstellung erfolgte am 9. August 2024 beim Flickers' Rhode Island International Film Festival. Am 18. September 2024 kam der Film in die algerischen Kinos. Ende Oktober, Anfang November 2024 wurde er beim El Gouna Film Festival gezeigt. Die weltweiten Vertriebsrechte liegen bei Mad Solutions.

## Auszeichnungen
Algiers wurde von Algerien als Beitrag für die Oscarverleihung 2025 als bester Internationaler Film eingereicht. Im Folgenden eine Auswahl von Nominierungen und Auszeichnungen.
Rhode Island International Film Festival 2024
- Auszeichnung als Bester Film mit dem Hauptpreis[6][7]

El Gouna Film Festival 2024
- Nominierung für den Golden Star im Spielfilmwettbewerb (Chakib Taleb-Bendiab)